# Jennifer Ryz
Jennifer Ryz (* 11. Mai 1973 in Winnipeg) ist eine ehemalige kanadische Ringerin. Sie war 1996 Vizeweltmeisterin in der Gewichtsklasse bis 53 kg Körpergewicht.

## Werdegang
Jennifer Ryz betrieb während ihrer High-School und College-Zeit Leichtathletik und spielte Basketball. Ab 1993 betätigte sie sich dann mit dem Ringen. Das Frauenringen stand zu diesem Zeitpunkt noch ziemlich am Anfang und so ist es nicht verwunderlich, dass sie schon 20 Jahre alt war, als sie mit dem Ringen begann. Vorher gab es dazu einfach keine Möglichkeit. Sie wurde Mitglied des renommiertesten kanadischen Ringervereins dem Burnaby Mountain Wrestling Club. Trainiert wurde sie von Dave MacKay, Dennis Paglinawan, Mike Jones und Justin Abdou. Bei einer Größe von 1,53 Metern rang sie in den Gewichtsklassen bis 53 kg, 55 kg bzw. 56 kg Körpergewicht. Sie war keine Profiringerin, sondern sie übte, auch während ihrer Ringerlaufbahn, den Beruf einer Sozialarbeiterin aus.
Ihr erster Einsatz bei einer internationalen Meisterschaft führte sie zur Weltmeisterschaft nach Sofia. Sie startete dort in der Gewichtsklasse bis 53 kg Körpergewicht und erkämpfte sich dort hinter der Französin Anna Gomis und vor der Japanerin Riyoko Sakae die WM-Silbermedaille. In den folgenden Jahren hatte sie in Kanada in ihrer Gewichtsklasse immer mit Tonya Verbeek und Erica Sharp um die Vorherrschaft zu kämpfen. Dabei setzte sich einmal sie durch, das anderemal eine der beiden anderen Ringerinnen. Das war auch der Grund dafür, dass bei ihren Einsätzen bei internationalen Meisterschaften Pausen vorhanden sind.
1998 wurde sie in Winnipeg Panamerikanische Meisterin in der Gewichtsklasse bis 53 kg KG vor Olga Marina Lugo Guarchia aus Venezuela. Bei der Weltmeisterschaft 1998 in Posen verlor sie gegen Natalja Iwaschko aus Russland, siegte dann über Kristina Lanskich aus Usbekistan und Minerva Montero Perez aus Spanien, aber eine weitere Niederlage gegen Malgorzata Bassa-Roguska aus Polen warf sie aus dem Wettbewerb. Sie belegte letztendlich den 8. Platz. Den nächsten Start bei einer Weltmeisterschaft absolvierte sie im Jahre 2000 wieder in Sofia. Nach drei gewonnenen Kämpfen traf sie dort in der Gewichtsklasse bis 56 kg KG im Halbfinale auf die Japanerin Seiko Yamamoto, der sie nach Punkten unterlag. Im Kampf um eine WM-Bronzemedaille bezwang sie dann Salma Ferchichi aus Tunesien.
Im Jahre 2001 war sie nur beim Welt-Cup in Levallois/Frankreich am Start und belegte dort in der Gewichtsklasse bis 56 kg KG hinter Seiko Yamamoto und der Chinesin Dongmei Sun den 3. Platz.
2002 siegte sie bei der Weltmeisterschaft in Chalkida/Griechenland über Walentina Welewa aus Bulgarien und Eva Sacchi aus Italien, traf dann aber auf die vielleicht beste Ringerin der Welt, die es je gab, Saori Yoshida aus Japan, gegen die sie unterlag. Sie belegte damit den 5. Platz.
Im Jahre 2003 besiegte Jennifer Ryz bei den sogenannten Titan-Games in New York Tina George aus den Vereinigten Staaten und Natalja Iwaschko aus Russland. Im gleichen Jahr startete sie auch beim Grossen Preis von Deutschland in Dormagen, sie musste sich dort aber in der Gewichtsklasse bis 55 kg KG mit dem 8. Platz zufriedengeben. Dafür siegte sie wenig später bei den Austrian-Lady-Open in Götzis vor ihrer alten Rivalin Tonya Verbeek, Sabrina Lotz aus Deutschland und Ida-Theres Nerell, die damals noch Karlsson hieß, aus Schweden. 2003 war sie dann auch wieder bei der Weltmeisterschaft in New York am Start. Sie siegte dort in der Gewichtsklasse bis 55 kg KG gegen Chuang Shu-Fang aus Taiwan und Diletta Giampiccolo aus Italien, verlor dann aber wieder gegen Saori Yoshida und kam auf den 6. Platz.
Im Februar 2004 kämpfte Jennifer Ryz in Edmonton gegen Tonya Verbeek in drei Kämpfen um die Olympiafahrkarte nach Athen. Sie gewann dabei von drei Kämpfen nur einen und musste Tonya Verbeek die Fahrkarte zu diesen Olympischen Spielen überlassen. Sie war davon so enttäuscht, dass sie bald danach ihre Karriere beendete.

## Internationale Erfolge
| Jahr | Platz | Wettbewerb                                   | Gewichtsklasse | Ergebnis |
| 1996 | 2.    | WM in Sofia                                  | bis 53 kg KG   | hinter Anna Gomis, Frankreich, vor Riyoko Sakae, Japan und Metanet Suleymanowa, Aserbaidschan |
| 1998 | 1.    | Panamerikanische Meisterschaften in Winnipeg | bis 53 kg KG   | vor Olga Marina Lugo Guarcha, Venezuela u. Stephanie Murata, USA |
| 1998 | 8.    | WM in Posen                                  | bis 56 kg KG   | nach einer Niederlage gegen Natalja Iwaschko, Russland, Siegen über Kristina Lansich, Usbekistan u. Minerva Montero Perez aus Spanien u. einer Niederlage gegen Malgorzata Bassa-Roguska, Polen       |
| 2000 | 3.    | WM in Sofia                                  | bis 56 kg KG   | nach Siegen über Perchin Ugrun, Türkei, Mabel Fonseca Ramirez, Puerto Rico u. Yolianna Oranella, Venezuela, einer Niederlage gegen Seiko Yamamoto, Japan u. einem Sieg über Salma Ferchichi, Tunesien |
| 2001 | 1.    | Canada-Cup in Calgary                        | bis 56 kg KG   | vor Tonya Verbeek, Kanada u. Sara Eriksson, Schweden |
| 2001 | 2.    | Clansmen Invational                          | bis 56 kg KG   | hinter Tonya Verbeek, vor Melissa Kindrasky, bde. Kanada |
| 2001 | 3.    | Welt-Cup in Levallois/Frankreich             | bis 56 kg KG   | hinter Seiko Yamamoto u. Dongmei Sun, China, vor Carrie Birge, USA u. Anna Gomis |
| 2002 | 3.    | Golden-Bear-Invational in Edmonton           | bis 55 kg KG   | hinter Tonya Verbeek u. Erica Sharp, bde. Kanada |
| 2002 | 1.    | Guelph-Open in Guelph, Ontario               | bis 55 kg KG   | vor Tonya Verbeek u. Jessi Shirley, USA |
| 2002 | 1.    | Manitoba-Open in Winnipeg                    | bis 55 kg KG   | vor Anna Gomis, Tonya Verbeek u. Vanessa Boubryemm, Frankreich |
| 2002 | 1.    | Poland-Open in Warschau                      | bis 55 kg KG   | vor Natalja Karamtschakowa, Russland u. Tetjana Lasarewa, Ukraine |
| 2002 | 5.    | WM in Chalkida/Griechenland                  | bis 55 kg KG   | nach Siegen über Walentina Welewa, Bulgarien u. Eva Sacchi, Italien u. einer Niederlage gegen Saori Yoshida, Japan                                                                                    |
| 2003 | 2.    | Manitoba-Open in Winnipeg                    | bis 55 kg KG   | hinter Ida-Theres Nerell, vor Tonya Verbeek |
| 2003 | 8.    | Großer Preis von Deutschland in Dormagen     | bis 55 kg KG   | Siegerin: Tonya Verbeek vor Erica Sharp |
| 2003 | 1.    | Austrian-Lady-Open in Götzis                 | bis 55 kg KG   | vor Tonya Verbeek, Sabrina Lotz, Deutschland u. Ida-Theres Nerell |
| 2003 | 2.    | Canada-Cup in Calgary                        | bis 59 kg KG   | hinter Emily Richardsson, Kanada, vor Breanne Graham, Kanada |
| 2003 | 6.    | WM in New York                               | bis 55 kg KG   | nach Siegen über Chuang Shu-Fang, Taiwan u. Diletta Giampiccolo, Italien u. einer Niederlage gegen Saori Yoshida                                                                                      |
| 2003 | 2.    | Clansmen-Invational                          | bis 55 kg KG   | hinter Tonya Verbeek, vor Erica Sharp und Diletta Giampiccolo |
| 2004 | 2.    | Dave-Schultz-Memorial in Colorado Springs    | bis 55 kg KG   | hinter Tina George, USA, vor Erica Sharp u. Christina Oertli, Deutschland |
| 2004 | 3.    | Manitoba-Open in Winnipeg                    | bis 55 kg KG   | hinter Tela O’Donnell, USA u. Ida-Theres Nerell, vor Marcie van Dusen, USA |
| 2004 | 11.   | Austrian-Lady-Open in Götzis                 | bis 55 kg KG   | Siegerin: Helena Allandi, Schweden vor Sabrina Espinosa, Italien |

## Kanadische Meisterschaften
(soweit bekannt)
| Jahr | Platz | Gewichtsklasse | Ergebnis                              |
| 2001 | 2.    | bis 56 kg KG   | hinter Erica Sharp, vor Tonya Verbeek |
| 2002 | 1.    | bis 55 kg KG   | vor Tonya Verbeek u. Ellen Macro      |
| 2003 | 1.    | bis 55 kg KG   | vor Tonya Verbeek u. Erica Sharp      |

## Erläuterungen
- alle Wettbewerbe im freien Stil
- WM = Weltmeisterschaft, EM = Europameisterschaft
- KG = Körpergewicht